# Лисец (община Толмин)
Вижте пояснителната страница за други значения на Лисец.
Лисец (на словенски: Lisec) е село в Словения, регион Горишка, община Толмин. Според Националната статистическа служба на Република Словения през 2015 г. селото е необитаемо.